# Ȑ
Cette page contient des caractères spéciaux ou non latins. S’ils s’affichent mal (▯, ?, etc.), consultez la page d’aide Unicode.
Ȑ (minuscule : ȑ), appelé R double accent grave, est un graphème utilisé dans la notation de phonologie ou de poésie du croate ou du slovène.
Il s'agit de la lettre R diacritée d'un double accent grave.

## Utilisation
En serbo-croate et en slovène, ‹ ȑ › sert à noter un r avec un ton bref descendant. Le ton n’étant habituellement pas noté dans ces langues, l’usage de ‹ ȑ › concerne principalement les ouvrages de grammaire et les dictionnaires.

## Représentations informatiques
Le R double accent grave peut être représenté avec les caractères Unicode suivants :
- précomposé (latin de base, diacritiques) :

| formes    | représentations | chaînes de caractères | points de code | descriptions                                  |
| --------- | --------------- | --------------------- | -------------- | --------------------------------------------- |
| capitale  | Ȑ               | Ȑ                     | U+0210         | lettre majuscule latine r double accent grave |
| minuscule | ȑ               | ȑ                     | U+0211         | lettre minuscule latine r double accent grave |

- décomposé (latin de base, diacritiques) :

| formes    | représentations | chaînes de caractères | points de code | descriptions                                              |
| --------- | --------------- | --------------------- | -------------- | --------------------------------------------------------- |
| capitale  | Ȑ               | R◌̏                    | U+0052 U+030F  | lettre majuscule latine r diacritique double accent grave |
| minuscule | ȑ               | r◌̏                    | U+0072 U+030F  | lettre minuscule latine r diacritique double accent grave |